# Guillaume Gillet (Architekt)

Palais des congrès in Paris

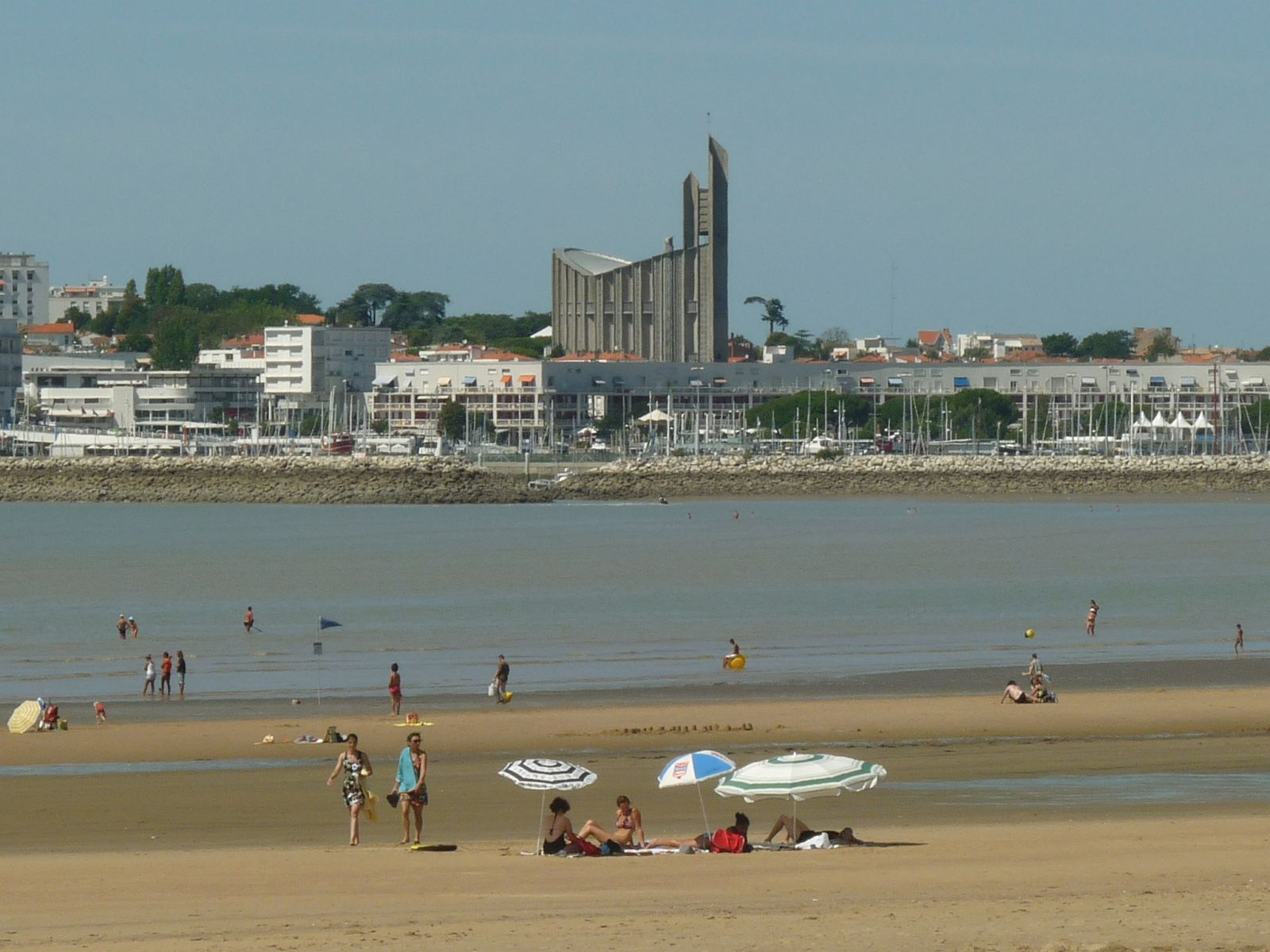
Kirche „Notre-Dame de Royan“

Guillaume Marie-Paul Gillet (* 20. November 1912 in Fontaine-Chaalis; † 23. September 1987 in Paris) war ein französischer Architekt und Stadtplaner.

## Leben
Gillet wurde 1912 als Sohn des Kunst- und Literaturhistorikers Louis Gillet geboren. Er studierte an der École nationale supérieure des beaux-arts de Paris bei Emmanuel Pontremoli und Auguste Perret und schloss das Studium 1937 mit einem Diplom ab. Mit René Coulon baute er anschließend den Pavillon für den Glashersteller Saint-Gobain bei der Weltfachausstellung 1937 in Paris.
1939 wurde er eingezogen und geriet während des Zweiten Weltkriegs schon 1940 in deutsche Kriegsgefangenschaft. Er wurde im Offizierslager VI-A in Soest inhaftiert. Dort malte er mit Kollegen die Französische Kapelle aus. Nach der Rückkehr im Jahr 1945 kehrte Gillet nach Paris zurück und machte sich selbständig. Auf Betreiben seines früheren Lehrers Pontremoli nahm er 1946 am Prix de Rome teil und gewann. Bis 1950 hielt er sich dann mit diesem Stipendium in Rom auf.
Nach seiner Rückkehr nach Frankreich wurde er mit dem Wiederaufbau von Sisteron beauftragt. Bei der Weltausstellung 1958 in Brüssel durfte Gillet gemeinsam mit dem Ingenieur Bernard Laffaille den französischen Pavillon und den der Stadt Paris gestalten. 1959 wurde er beratender Architekt für das französische Justizministerium, für das er zwischen 1959 und 1975 mehrere Justizvollzugsanstalten baute und 1979 die École nationale de la magistrature in Bordeaux. Außerdem beriet er die Baubehörden der Départements Alpes-de-Haute-Provence, Bouches-du-Rhône und Hautes-Alpes. Als leitender Architekt der öffentlichen Gebäude und Paläste Frankreichs war er damit beauftragt, einige französische Gebäude in Rom umzubauen, darunter der Palazzo Farnese, die Villa Medici und die Villa Bonaparte. Außerdem beriet er als Architekt die Städte Paris (8. Arrondissement), Cannes, das Fürstentum Monaco und Antibes.
Zwischen 1953 und 1971 lehrte Gillet an der École nationale supérieure des Beaux-Arts Architektur. 1957 wurde er Mitglied der Académie royale d’architecture, deren Präsident er von 1970 bis 1973 war. Außerdem war er 1983 Präsident der Académie des Beaux-Arts, wo er seit 1968 Mitglied war.
Gillet wurde in der von ihm entworfenen Kirche Notre-Dame de Royan bestattet.

## Auszeichnungen
1959 wurde er zum Ritter der Ehrenlegion ernannt.

## Werke
- 1940: Ausmalung der Französischen Kapelle in Soest im Kriegsgefangenenlager Oflag VI A
- 1955–1957: Wasserbehälter „La Guérinière“, Caen (denkmalgeschützt)
- 1956–1960: Wohnkomplex „Blagis“ mit 1600 Wohnungen, Bagneux (mit André Gomis und Vladimir Bodiansky, 2010 abgerissen)
- 1957: Basilika in Syrakus (nicht ausgeführter Entwurf)
- 1958: Pavillon für Frankreich und Paris, Weltausstellung Brüssel
- 1958 Kirche Notre-Dame de Royan (denkmalgeschützt)
- 1958–1972: Stadtplanung des Viertels Édouard-Anselle, Roubaix
- 1961–1975: Stadtplanung des Viertels Trois-Ponts, Roubaix
- 1962: Kapelle der Einsamkeit, Vieux-Condé (denkmalgeschützt)
- 1963–1967: Haftanstalt, Gradignan
- 1963–1970: Collège Coucy-le-Château
- 1964: St.-Thérèse-Kapelle, Vieux-Condé (denkmalgeschützt)
- 1964–1966: Collège Meaux
- 1966: Haftanstalt, Muret
- 1966: Stadion im Bois de Vincennes (nicht ausgeführter Entwurf)
- 1967: Kirche Saint-Crépin, Soissons
- 1967: Französisches Bildungsministerium (nicht ausgeführter Entwurf)
- 1967–1969: Kirche Saint-Joseph-Travailleur, Avignon
- 1968: Haftanstalt, Fleury-Mérogis
- 1968–1970: FINA-Tankstellen in Lyon, Antibes und Morainvilliers
- 1968–1970: Collège Bagneux
- 1969: Fußgängerbrücke, Le Havre
- 1969–1970: Ausbau der Haftanstalt, Fresnes
- 1970–1972: Collège Montrouge
- 1970–1974: Kongresszentrum Palais des congrès und Hôtel Concorde La Fayette (heute Hôtel Hyatt Regency Paris Étoile), Paris
- 1971 Centre Georges-Pompidou, Paris (nicht ausgeführter Entwurf)
- 1971: Stadtplanung Wohnviertel (ZAC) Folie-Couvrechef, Caen
- 1971–1972: École nationale de la magistrature, Bordeaux
- 1975: Flughafen Lyon Saint-Exupéry
- 1984: Opération Tête Défense (nicht ausgeführter Entwurf)
- 1984: Opéra Bastille, Paris (nicht ausgeführter Entwurf)

### Ohne Daten
- Wiederaufbau von Sisteron
- Wiederaufbau Cité du Pont-du-Tilleul, Tourcoing
- Wohnviertel (ZUP) Nord und Roy-d’Espagne, Marseille
- Gebäudekomplex „Nouveau Siècle“, Lille
- Yachthafen „Port Canto“, Cannes
- Cité scolaire, Royan